# 斑祕鱂
斑祕鱂為輻鰭魚綱鯉齒目鯉齒亞目鯉齒鱂科的其中一種，分布於亞洲伊朗Maharlu湖及底格里斯河流域，生活習性不明。

## 擴展閱讀
維基物種上的相關：斑祕鱂